# Мандрика Наталія Степанівна
Ната́лія Степа́нівна Мандри́ка (нар. 31 січня 1962, Львів) — українська скрипалька, педагог. Народна артистка України (2017).

## Життєпис

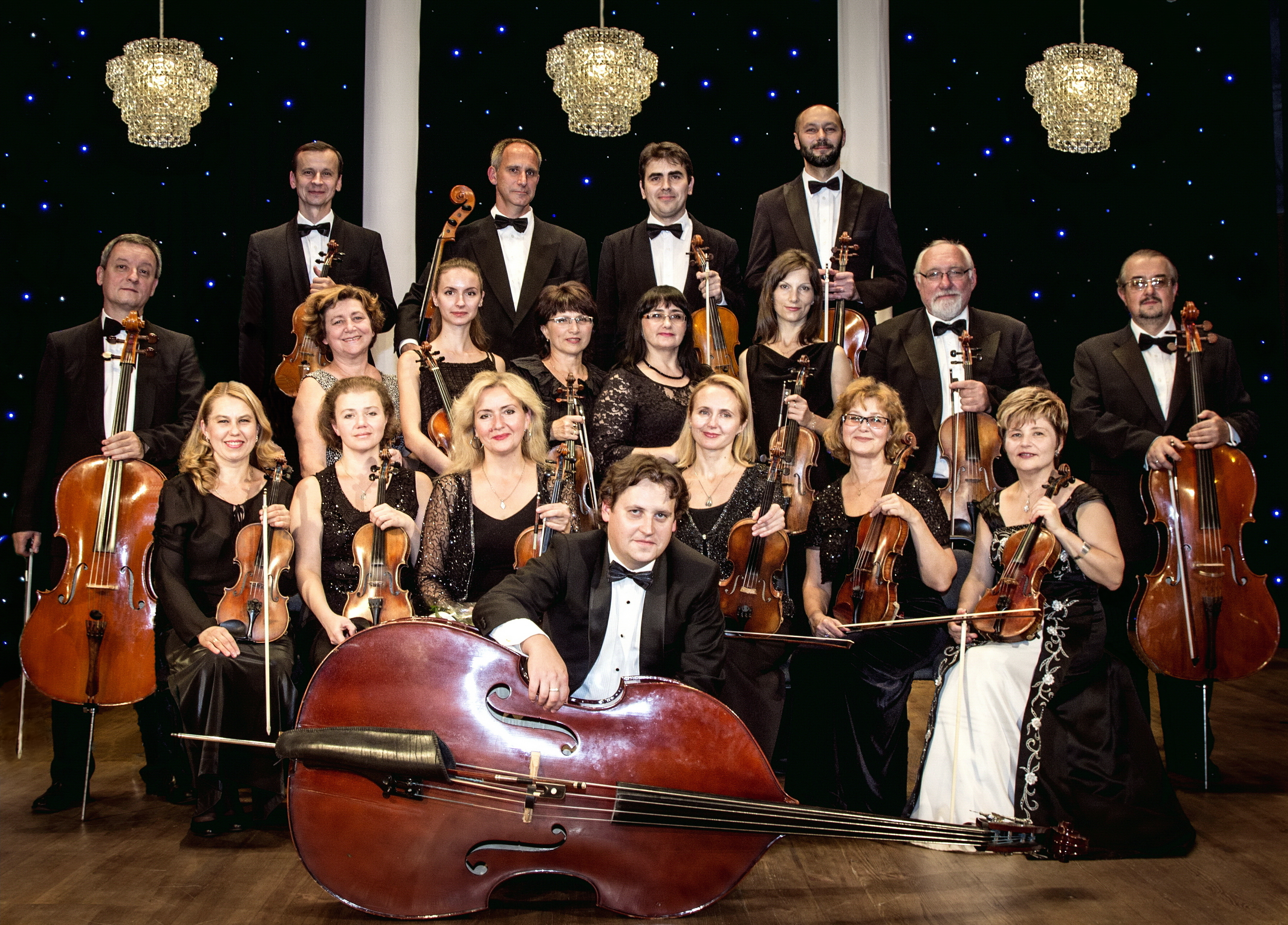

1985 — закінчила Львівську консерваторію (клас О. Я. Вайсфельда).
З того часу — концертмейстер і солістка, а з 2014 — художній керівник академічного камерного оркестру «Harmonia Nobile» Івано-Франківської філармонії.
1994–2006 — також викладач класу скрипки Інституту мистецтв Прикарпатського університету.
Гастролювала з оркестром у Великій Британії, Бельгії, Італії, Іспанії, Франції, Німеччині, Польщі, Португалії, Швеції.
Протягом п'яти років була гастролюючим концертмейстером з оркестром «Леополіс» зі Львова.

## Репертуар
Її репертуар складають твори від раннього бароко до сучасної музики (зокрема, твори Баха, Вівальді, Джемініані, Моцарта, Бетговена, Дворжака, Сметани, С. Людкевича, М. Скорика). Здійснила понад 250 аранжувань для камерного оркестру.

## Визнання
- 1998 — Заслужена артистка України
- 1999 — Обласна літературно-мистецька премія ім. В. Стефаника
- 2017 — Народна артистка України